# Landskapssjöar i Finland
Landskapssjöar i Finland är landskapssymboler som utsågs 2011 genom en tävling anordnad av Finlands miljöcentral i syfte att tilldela alla Finlands 19 landskap varsin sjö. Bland landskapssjöarna finns de flesta sjötyper i Finland representerade. Pyhäjärvi i Säkylä är landskapssjö för både Satakunta och Egentliga Finland.

## Tävlingsförfarande
I tävlingens första skede som inleddes i mars 2011 kunde man föreslå och motivera kandidater på Finlands miljöcentrals webbplats Järviwiki. Totalt föreslogs över 150 olika sjöar av vilka tävlingens jury sedan valde ut tre per landskap. I tävlingens andra skede som pågick 14–30 september skedde en omröstning per textmeddelande och vykort. Den sjö som samlat flest röster i varje landskap utnämndes till landskapssjö. Totalt mottogs ungefär 13 000 röster.
Tävlingen ordnades av Finlands miljöcentral i samarbete med YLEs TV-program Suomi Express. Den finansierades av Maa- ja vesitekniikan tuki ry.

## Lista över landskapssjöar

Finlands landskapssjöar.

| Landskap              | №   | Sjö                         |
| --------------------- | --- | --------------------------- |
| Birkaland             | 11. | Längelmävesi                |
| Egentliga Finland     | 19. | Pyhäjärvi                   |
| Egentliga Tavastland  | 6.  | Vanajavesi                  |
| Kajanaland            | 5.  | Ule träsk                   |
| Kymmenedalen          | 9.  | Vuohijärvi                  |
| Lappland              | 10. | Enare träsk                 |
| Mellersta Finland     | 8.  | Keitele                     |
| Mellersta Österbotten | 7.  | Lestijärvi                  |
| Norra Karelen         | 13. | Pielinen                    |
| Norra Savolax         | 15. | Juojärvi                    |
| Nyland                | 18. | Tusby träsk                 |
| Norra Österbotten     | 14. | Pyhäjärvi                   |
| Päijänne-Tavastland   | 16. | Päijänne                    |
| Satakunta             | 17. | Pyhäjärvi                   |
| Södra Karelen         | 2.  | Saimen                      |
| Södra Savolax         | 4.  | Puula                       |
| Södra Österbotten     | 3.  | Lappajärvi                  |
| Åland                 | 1.  | Östra och Västra Kyrksundet |
| Österbotten           | 12  | Larsmosjön                  |